# Friedrich Großmann
Friedrich Großmann (* 16. März 1927 in Stuttgart; † 30. Oktober 2018 ebenda) war ein deutscher Agrarwissenschaftler am Institut für Phytomedizin (Hohenheim).

## Leben
Nach Abitur (1944) und Landwirtschaftslehre studierte Großmann an der Landwirtschaftlichen Hochschule Hohenheim. Mit einer Doktorarbeit bei Bernhard Rademacher wurde er dort 1953 zum Dr. agr. promoviert. Danach war er wissenschaftlicher Mitarbeiter von Walter Heinrich Fuchs an der Georg-August-Universität Göttingen. Bei ihm habilitierte er sich 1962 für Phytopathologie.
Den Ruf als Professor und Direktor des Instituts für Phytopathologie an die Universität Gießen nahm er 1963 an. Im Jahr 1970 wechselte er als Nachfolger von Rademacher nach Hohenheim. Als Professor und Direktor des Institutes für Pflanzenschutz wirkte er von 1979 bis 1981 gleichzeitig als Dekan der agrarwissenschaftlichen Fakultät. 1990 wurde er emeritiert.
Großmanns Forschungsfelder waren insbesondere extrazelluläre Enzyme pflanzenpathogener Pilze, Wirkungsweise von Fungiziden und biologische Bekämpfung von Schadpilzen.

## Mitgliedschaften
- Deutsche Phytomedizinische Gesellschaft (Vorsitzender 1971–1975)
- American Phytopathological Society
- Deutsche Botanische Gesellschaft
- International Society for Plant Pathology (Präsident 1978–1983)

## Ehrungen
- Dr. Fritz Merck Preis 1963
- Bundesverdienstkreuz am Bande (23. März 1990)[5]
- Otto-Appel-Denkmünze (1990)
- Anton-de-Bary-Medaille (1997)